# Kankelau

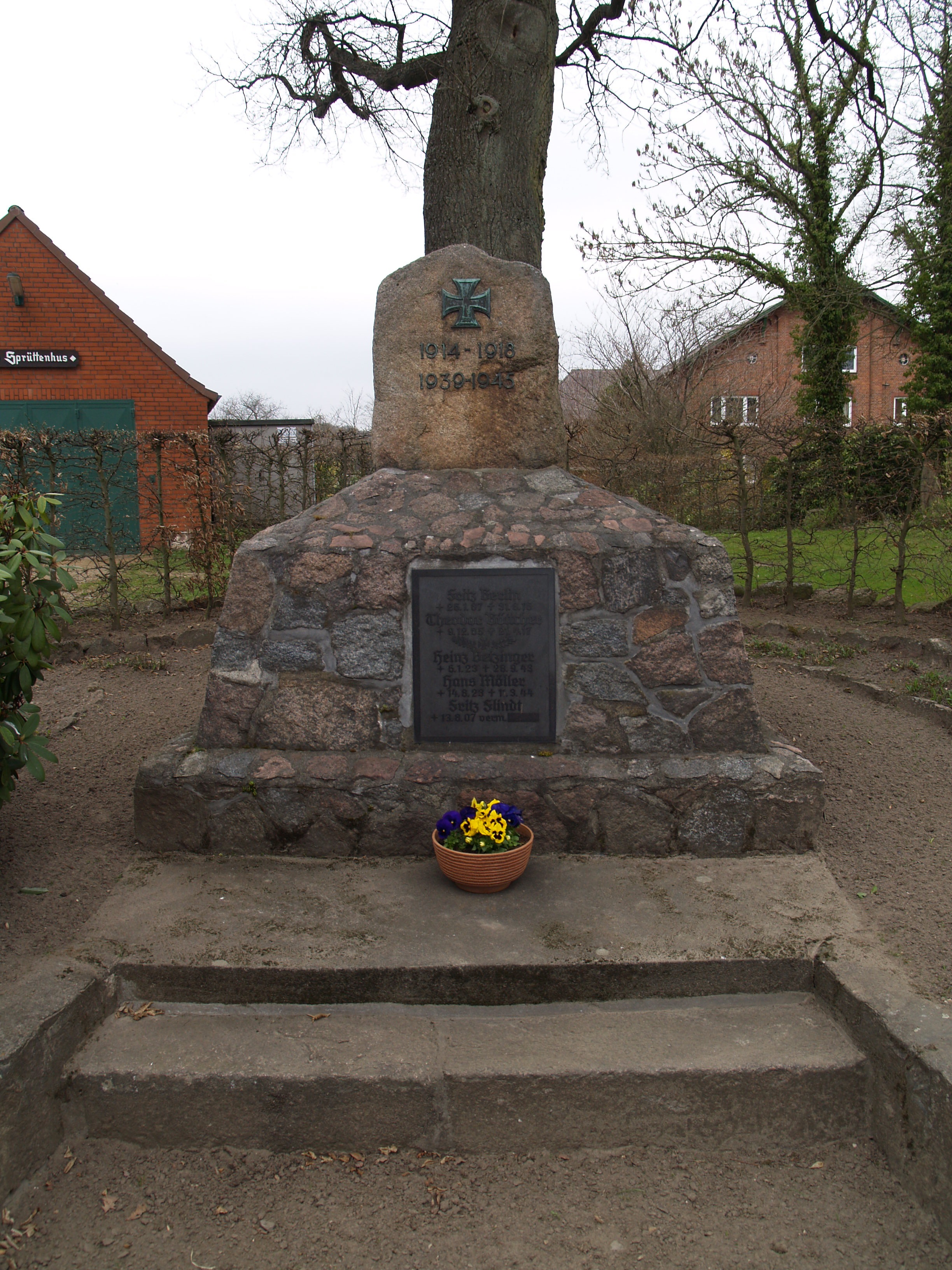
A világháborús emlékmű közelről

Kankelau település Németországban, Schleswig-Holstein tartományban. Lakosainak száma 218 fő (2023. december 31.).

## Népesség
A település népességének változása:
| Lakosok száma | 157  | 211  | 218  | 224  | 225  | 218  |
|               | 1975 | 2017 | 2019 | 2021 | 2022 | 2023 |